# Huertea
Huertea es un género con cuatro especies de plantas  perteneciente a la familia Tapisciaceae.

## Especies
- Huertea cubensis
- Huertea glandulosa
- Huertea granadina
- Huertea putumayensis